# چار فاسسون
چار فاسسون (به لاتین: Char Fasson) یک منطقهٔ مسکونی در بنگلادش است که در چار فاسسون اپازیلا واقع شده‌است. چار فاسسون ۳۱٫۷ کیلومتر مربع مساحت و ۴۲٬۹۱۵ نفر جمعیت دارد.